# Вестфилд (Њујорк)
Вестфилд (енгл. Westfield) град је у америчкој савезној држави Њујорк.

## Демографија
По попису из 2010. године број становника је 3.224, што је 257 (-7,4%) становника мање него 2000. године.
| Група             | 2000.         | 2010.         |
| Белци             | 3.304 (94,9%) | 3.041 (94,3%) |
| Афроамериканци    | 14 (0,4%)     | 17 (0,5%)     |
| Азијати           | 20 (0,6%)     | 16 (0,5%)     |
| Хиспаноамериканци | 114 (3,3%)    | 127 (3,9%)    |
| Укупно            | 3.481         | 3.224         |